# Pedro Romero (cyclisme)
Pour les articles homonymes, voir Romero.
Moreno  Ocampo est un nom espagnol. Le premier nom de famille, en général paternel, est Moreno ; le second, en général maternel, souvent omis, est Ocampo.
Pedro Romero Ocampo (né le 4 juin 1982 à Plasence) est un coureur cycliste espagnol.

## Biographie
Professionnel de 2005 à 2009, il remporte notamment le Tour d'Estrémadure et une étape du Circuito Montañés l'année suivante. Après une période d'inactivité, il reprend la compétition en 2011, en se consacrant au Vélo tout terrain, et remporte de nombreuses victoires dans la discipline. En 2016, il termine deuxième du championnat d'Espagne de cross-country marathon.
En 2017, il devient président de la Fédération estrémadurienne de cyclisme.

## Palmarès sur route

### Par année
- 2006
  - Classement général du Tour d'Estrémadure
  - 3e du Cinturón a Mallorca
- 2007
  - 5e étape du Circuito Montañés

### Classements mondiaux
| Année           | 2005   | 2006 | 2007 | 2008 |
| --------------- | ------ | ---- | ---- | ---- |
| UCI Europe Tour | 1 349e | 240e | 324e | 515e |

## Palmarès en VTT
- 2016
  - 2e du championnat d'Espagne de cross-country marathon
- 2018
  -  Champion d'Espagne de cross-country marathon